# (3040) Kozai
(3040) Kozai es un asteroide que forma parte del grupo de los asteroides que cruzan la órbita de Marte y fue descubierto por William Liller desde el Observatorio Interamericano del Cerro Tololo, Chile, el 23 de enero de 1979.

## Designación y nombre
Kozai recibió al principio la designación de 1979 BA.
Más tarde, en 1985, se nombró en honor del astrónomo japonés Yoshihide Kozai.

## Características orbitales
Kozai orbita a una distancia media de 1,841 ua del Sol, pudiendo acercarse hasta 1,472 ua y alejarse hasta 2,21 ua. Su excentricidad es 0,2004 y la inclinación orbital 46,65 grados. Emplea en completar una órbita alrededor del Sol 912,1 días.

## Características físicas
La magnitud absoluta de Kozai es 13,7. Está asignado al tipo espectral S de la clasificación SMASSII.